# Мартин, Сэнди
Са́ндра «Сэ́нди» Ма́ртин (англ. Sandra «Sandy» Martin; 9 января 1950, Нью-Йорк, Нью-Йорк, США) — американская актриса, наиболее известная по роли в телесериале «В Филадельфии всегда солнечно».

## Карьера
Мартин начала профессиональную актёрскую карьеру в 15 лет. Она была одним из основателей нескольких успешных театральных компаний в Нью-Йорке и Лос-Анджелесе. Она адаптировала сценарии нескольких театральных пьес и была помощником продюсера нескольких телефильмов, включая фильм «Геттисберг».

## Избранная фильмография
| Год  |   | Русское название                         | Оригинальное название                     | Роль         |
| ---- | - | ---------------------------------------- | ----------------------------------------- | ------------ |
| 2005 | с | Отчаянные домохозяйки                    | Desperate Housewives                      | женщина №1   |
| 2011 | с | Бесстыжие                                | Shameless                                 | доктор       |
| 2012 | с | Две девицы на мели                       | 2 Broke Girls                             | миссис Пайл  |
| 2012 | с | Риццоли и Айлс                           | Rizzoli & Isles                           | Кендра Ди    |
| 2017 | ф | Три билборда на границе Эббинга, Миссури | Three Billboards Outside Ebbing, Missouri | мама Диксона |